# Lucas Vázquez
Lucas Vázquez Iglesias (Curtis, 1 juli 1991) is een Spaans voetballer die doorgaans als vleugelspeler speelt. Hij tekende in juli 2015 een contract bij Real Madrid, dat hem middels een terugkoopclausule in zijn contract terughaalde van RCD Espanyol. Vázquez debuteerde in 2016 in het Spaans voetbalelftal.

## Clubcarrière
Vázquez begon in 2000 met voetballen bij CD Curtis. Vier jaar later verruilde hij CD Curtis voor Ural FC, waarna hij in 2010 op zestienjarige leeftijd werd opgenomen in de jeugdopleiding van Real Madrid. Vázquez debuteerde in het seizoen 2010/11 in Real Madrid C. Het seizoen erop maakte hij vier doelpunten in 26 wedstrijden voor Real Madrid Castilla, waarmee hij dat jaar promoveerde naar de Segunda División A. Op 25 februari 2012 maakte Vázquez zijn eerste treffer voor Castilla, tegen La Roda CF. Hij speelde op 17 augustus 2012 zijn eerste wedstrijd in de Segunda División A, tegen Villarreal CF.
Real Madrid liet Vázquez in 2014 vertrekken naar RCD Espanyol. Daarmee speelde hij op 30 augustus 2014 zijn eerste wedstrijd in de Primera División, toen hij in de 58ste minuut Salva Sevilla verving thuis tegen Sevilla FC. Na het seizoen 2014/15 maakte Real Madrid gebruik van een terugkoopclausule in zijn contract en legde de club Vázquez vast tot medio 2020. Vázquez speelde in zijn eerste seizoen in het eerste elftal van bij Real Madrid 25 competitiewedstrijden en zeven wedstrijden in de dat jaar gewonnen UEFA Champions League. Op 27 oktober 2016 verlengde hij zijn contract met een jaar, tot medio 2021.
Op 24 mei 2025 speelde Vázquez zijn vierhonderdste wedstrijd voor Real Madrid in een 2-0 overwinning op Real Sociedad in de laatste wedstrijd van het seizoen 2024/25, waarmee hij zijn tijd bij de club afsloot met in totaal 23 trofeeën. Zijn 400 wedstrijden speelde hij in zes competities: 277 in LaLiga, 77 in de Champions League, 27 in de Copa del Rey, 8 in de Spaanse Supercup, 7 op het WK voor clubs en 4 in de Europese Supercup.

## Clubstatistieken
| Seizoen     | Club                 | Competitie         | Competitie | Competitie | Competitie | Beker | Beker | Beker | Europa | Europa | Europa | Totaal | Totaal | Totaal |
| Seizoen     | Club                 | Competitie         | Wed.       | Dlp.       | Ass.       | Wed.  | Dlp.  | Ass.  | Wed.   | Dlp.   | Ass.   | Wed.   | Dlp.   | Ass.   |
| ----------- | -------------------- | ------------------ | ---------- | ---------- | ---------- | ----- | ----- | ----- | ------ | ------ | ------ | ------ | ------ | ------ |
| 2011/12     | Real Madrid Castilla | Segunda División B | 26         | 4          | 1          | —     | —     | —     | —      | —      | —      | 26     | 4      | 1      |
| 2012/13     | Real Madrid Castilla | Segunda División   | 26         | 3          | 3          | —     | —     | —     | —      | —      | —      | 26     | 3      | 3      |
| 2013/14     | Real Madrid Castilla | Segunda División   | 40         | 8          | 9          | —     | —     | —     | —      | —      | —      | 40     | 8      | 9      |
| Club Totaal | Club Totaal          | Club Totaal        | 92         | 15         | 13         | 0     | 0     | 0     | 0      | 0      | 0      | 92     | 15     | 13     |
| 2014/15     | → RCD Espanyol       | Primera División   | 33         | 3          | 6          | 6     | 1     | 1     | —      | —      | —      | 39     | 4      | 7      |
| 2015/16     | RCD Espanyol         | Primera División   | 0          | 0          | 0          | 0     | 0     | 0     | —      | —      | —      | 0      | 0      | 0      |
| Club Totaal | Club Totaal          | Club Totaal        | 33         | 3          | 6          | 6     | 1     | 1     | 0      | 0      | 0      | 39     | 4      | 7      |
| 2015/16     | Real Madrid          | Primera División   | 25         | 4          | 8          | 1     | 0     | 0     | 7      | 0      | 2      | 33     | 4      | 10     |
| 2016/17     | Real Madrid          | Primera División   | 33         | 2          | 9          | 4     | 1     | 2     | 13     | 1      | 3      | 50     | 4      | 14     |
| 2017/18     | Real Madrid          | Primera División   | 33         | 4          | 8          | 7     | 3     | 4     | 13     | 1      | 4      | 53     | 8      | 16     |
| 2018/19     | Real Madrid          | Primera División   | 31         | 1          | 3          | 7     | 3     | 0     | 9      | 1      | 1      | 47     | 5      | 4      |
| 2019/20     | Real Madrid          | Primera División   | 18         | 2          | 2          | 1     | 1     | 0     | 4      | 0      | 0      | 23     | 3      | 2      |
| 2020/21     | Real Madrid          | Primera División   | 24         | 2          | 6          | 2     | 0     | 0     | 8      | 0      | 2      | 34     | 2      | 8      |
| 2021/22     | Real Madrid          | Primera División   | 19         | 1          | 0          | 4     | 0     | 0     | 5      | 0      | 0      | 28     | 1      | 0      |
| Club Totaal | Club Totaal          | Club Totaal        | 183        | 16         | 36         | 26    | 8     | 6     | 59     | 3      | 12     | 268    | 27     | 54     |
| TOTAAL      | TOTAAL               | TOTAAL             | 308        | 34         | 55         | 32    | 9     | 7     | 59     | 3      | 12     | 359    | 46     | 74     |

Bijgewerkt op 17 oktober 2019

## Interlandcarrière
Vázquez werd op 17 mei 2016 opgenomen in de selectie van het Spaans voetbalelftal voor het Europees kampioenschap voetbal 2016 in Frankrijk, zonder enige interlandervaring op dat moment. Hij maakte op 7 juni 2016 zijn debuut als international, in een oefeninterland tegen Georgië. Spanje werd in de achtste finale van het EK 2016 uitgeschakeld door Italië (2–0). Dit was de enige wedstrijd waarin Vázquez in actie kwam tijdens het toernooi, als invaller voor Álvaro Morata. Vázquez maakte eveneens deel uit van de Spaanse selectie die onder leiding van interim-bondscoach Fernando Hierro deelnam aan het WK 2018 in Rusland. In de achtste finales trokken de Spanjaarden in de strafschoppenreeks aan het kortste eind in het duel met gastland Rusland (3-4), nadat beide teams in de reguliere speeltijd plus verlenging op 1-1 waren blijven steken. Vázquez kwam in twee van de vier duels in actie.

## Erelijst
| Competitie                |                      |                                             |                      |                      |
| Competitie                | Aantal               | Jaren                                       |                      |                      |
| Real Madrid Castilla      | Real Madrid Castilla | Real Madrid Castilla                        | Real Madrid Castilla | Real Madrid Castilla |
| ------------------------- | -------------------- | ------------------------------------------- | -------------------- | -------------------- |
| Segunda División B        | 1x                   | 2011/12                                     |                      |                      |
| Real Madrid               |                      |                                             |                      |                      |
| FIFA Club World Cup       | 3x                   | 2016, 2017, 2018                            |                      |                      |
| UEFA Champions League     | 5x                   | 2015/16, 2016/17, 2017/18, 2021/22, 2023/24 |                      |                      |
| UEFA Super Cup            | 4x                   | 2016, 2017, 2022, 2024                      |                      |                      |
| FIFA Intercontinental Cup | 1x                   | 2024                                        |                      |                      |
| Primera División          | 4x                   | 2016/17, 2019/20, 2021/22, 2023/24          |                      |                      |
| Copa del Rey              | 1x                   | 2022/23                                     |                      |                      |
| Supercopa de España       | 3x                   | 2017, 2019/20, 2021/22                      |                      |                      |